# Collegio elettorale di Giulianova (Camera dei deputati)
Il collegio di Giulianova fu un collegio elettorale uninominale della Repubblica Italiana per l'elezione della Camera dei deputati. Apparteneva alla circoscrizione Abruzzo e fu utilizzato per eleggere un deputato nella XII, XIII e XIV legislatura.
Venne istituito nel 1993 con la cosiddetta Legge Mattarella (Legge n. 277, Nuove norme per l'elezione della Camera dei deputati), attuata in seguito al referendum abrogativo del 1993. La legge istituì per la Camera dei deputati e per il Senato della Repubblica un sistema di elezione misto, in parte maggioritario e in parte proporzionale. Il 75% dei parlamentari dell'assemblea veniva eletto in collegi uninominali tramite sistema maggioritario a turno unico; il restante 25% alla Camera veniva eletto tramite sistema proporzionale con liste bloccate.
Il collegio venne abolito insieme a tutti gli altri che costituivano la Camera con la promulgazione della legge elettorale successiva, la cosiddetta Legge Calderoli. Questa prevedeva un sistema proporzionale con premio di maggioranza, che alla Camera veniva attribuito a livello nazionale.

## Territorio
Il collegio di Giulianova era uno degli 11 collegi uninominali in cui era suddiviso l'Abruzzo e, come previsto dal D.Lgs. del 20 dicembre 1993 n. 536, era interamente compreso nella provincia di Teramo e comprendeva i seguenti comuni: Alba Adriatica, Atri, Bellante, Colonnella, Corropoli, Giulianova, Martinsicuro, Morro d'Oro, Mosciano Sant'Angelo, Nereto, Notaresco, Roseto degli Abruzzi, Sant'Omero, Torano Nuovo e Tortoreto.

## Eletti
| Elezione | Elezione | Deputato         | Partito            |
| -------- | -------- | ---------------- | ------------------ |
|          | 1994     | Franco Gerardini | Progressisti (PDS) |
|          | 1996     | Franco Gerardini | L'Ulivo (PDS)      |
|          | 2001     | Nicola Crisci    | L'Ulivo (DS)       |

## Dati elettorali

### XII legislatura

#### Risultati proporzionale
| Coalizioni        | Coalizioni            | Liste                                 | Liste                              | Voti   | %     |
| ----------------- | --------------------- | ------------------------------------- | ---------------------------------- | ------ | ----- |
|                   | Progressisti          |                                       | Partito Democratico della Sinistra | 22.035 | 25,96 |
|                   | Progressisti          | Rifondazione Comunista                | 8.269                              | 9,74   |       |
|                   | Progressisti          | Movimento per la Democrazia - La Rete | 3.613                              | 4,26   |       |
|                   | Progressisti          | Partito Socialista Italiano           | 2.368                              | 2,79   |       |
|                   | Progressisti          | Federazione dei Verdi                 | 2.232                              | 2,63   |       |
| Totale coalizione | Totale coalizione     | 38.517                                | 45,38                              |        |       |
|                   | Alleanza Nazionale    | Alleanza Nazionale                    | Alleanza Nazionale                 | 15.025 | 17,70 |
|                   | Forza Italia          | Forza Italia                          | Forza Italia                       | 14.205 | 16,74 |
|                   | Patto per l'Italia    |                                       | Partito Popolare Italiano          | 9.554  | 11,26 |
|                   | Lista Pannella        | Lista Pannella                        | Lista Pannella                     | 6.519  | 7,68  |
|                   | Socialdemocrazia      | Socialdemocrazia                      | Socialdemocrazia                   | 758    | 0,89  |
|                   | Alleanza Municipalità | Alleanza Municipalità                 | Alleanza Municipalità              | 302    | 0,36  |
| Totale            | Totale                | Totale                                | Totale                             | 84.880 |       |

#### Risultati uninominale
|                               | Franco Gerardini ✔️ Eletto | Progressisti          | 34 099 | 40,89 |  |  |  |  |  |
|                               | Stefania Pepe              | FI - CCD - UDC        | 19 259 | 23,10 |  |  |  |  |  |
|                               | Ottavio Di Bonaventura     | Alleanza Nazionale    | 16 993 | 20,38 |  |  |  |  |  |
|                               | Giancarlo Cameli           | Patto per l'Italia    | 11 798 | 14,15 |  |  |  |  |  |
|                               | Guerino Scarpone           | Alleanza Municipalità | 1 241  | 1,49  |  |  |  |  |  |
| Totale                        | Totale                     | Totale                | 83 390 | 100   |  |  |  |  |  |
|                               |                            |                       |        |       |  |  |  |  |  |
| Fonte: Ministero dell'interno |                            |                       |        |       |  |  |  |  |  |

### XIII legislatura

#### Risultati proporzionale
| Coalizioni        | Coalizioni                         | Liste                                     | Liste                              | Voti   | %     |
| ----------------- | ---------------------------------- | ----------------------------------------- | ---------------------------------- | ------ | ----- |
|                   | Polo per le Libertà                |                                           | Alleanza Nazionale                 | 16.370 | 19,59 |
|                   | Polo per le Libertà                | Forza Italia                              | 14.784                             | 17,69  |       |
|                   | Polo per le Libertà                | CCD-CDU                                   | 4.415                              | 5,28   |       |
| Totale coalizione | Totale coalizione                  | 35.569                                    | 42,56                              |        |       |
|                   | L'Ulivo                            |                                           | Partito Democratico della Sinistra | 24.671 | 29,53 |
|                   | L'Ulivo                            | Popolari per Prodi (PPI-SVP-PRI-UD-Prodi) | 4.528                              | 5,42   |       |
|                   | L'Ulivo                            | Rinnovamento Italiano                     | 3.501                              | 4,19   |       |
|                   | L'Ulivo                            | Federazione dei Verdi                     | 2.350                              | 2,81   |       |
| Totale coalizione | Totale coalizione                  | 35.050                                    | 41,95                              |        |       |
|                   | Progressisti                       |                                           | Rifondazione Comunista             | 9.176  | 10,98 |
|                   | Lista Pannella - Sgarbi            | Lista Pannella - Sgarbi                   | Lista Pannella - Sgarbi            | 2.255  | 2,70  |
|                   | Movimento Sociale Fiamma Tricolore | Movimento Sociale Fiamma Tricolore        | Movimento Sociale Fiamma Tricolore | 1.506  | 1,80  |
| Totale            | Totale                             | Totale                                    | Totale                             | 83.556 |       |

#### Risultati uninominale
|                               | Franco Gerardini ✔️ Eletto | L'Ulivo               | 41 688 | 50,65 |  |  |  |  |  |
|                               | Pierangelo Guidobaldi      | Polo per le Libertà   | 33 413 | 40,60 |  |  |  |  |  |
|                               | Paolo Di Cristofaro        | Fiamma Tricolore      | 4 582  | 5,57  |  |  |  |  |  |
|                               | Annino Di Giacinto         | Lista Pannella-Sgarbi | 2 619  | 3,18  |  |  |  |  |  |
| Totale                        | Totale                     | Totale                | 82 302 | 100   |  |  |  |  |  |
|                               |                            |                       |        |       |  |  |  |  |  |
| Fonte: Ministero dell'interno |                            |                       |        |       |  |  |  |  |  |

### XIV legislatura

#### Risultati proporzionale
| Coalizioni        | Coalizioni              | Liste                                 | Liste                   | Voti   | %     |
| ----------------- | ----------------------- | ------------------------------------- | ----------------------- | ------ | ----- |
|                   | Casa delle Libertà      |                                       | Forza Italia            | 24.221 | 28,75 |
|                   | Casa delle Libertà      | Alleanza Nazionale                    | 11.553                  | 13,71  |       |
|                   | Casa delle Libertà      | CCD-CDU                               | 3.014                   | 3,58   |       |
|                   | Casa delle Libertà      | Nuovo PSI                             | 724                     | 0,86   |       |
| Totale coalizione | Totale coalizione       | 39.512                                | 46,90                   |        |       |
|                   | L'Ulivo                 |                                       | Democratici di Sinistra | 20.203 | 23,98 |
|                   | L'Ulivo                 | La Margherita (Dem - PPI - RI- UDEUR) | 8.271                   | 9,82   |       |
|                   | L'Ulivo                 | Il Girasole (FdV - SDI)               | 1.699                   | 2,02   |       |
|                   | L'Ulivo                 | Comunisti Italiani                    | 1.470                   | 1,75   |       |
| Totale coalizione | Totale coalizione       | 31.643                                | 37,57                   |        |       |
|                   | Rifondazione Comunista  | Rifondazione Comunista                | Rifondazione Comunista  | 5.199  | 6,17  |
|                   | Lista Di Pietro         | Lista Di Pietro                       | Lista Di Pietro         | 3.995  | 4,74  |
|                   | Lista Pannella - Bonino | Lista Pannella - Bonino               | Lista Pannella - Bonino | 1.577  | 1,87  |
|                   | Fronte Nazionale        | Fronte Nazionale                      | Fronte Nazionale        | 1.114  | 1,32  |
|                   | Democrazia Europea      | Democrazia Europea                    | Democrazia Europea      | 1.020  | 1,21  |
|                   | Paese Nuovo             | Paese Nuovo                           | Paese Nuovo             | 114    | 0,14  |
|                   | Abolizione scorporo     | Abolizione scorporo                   | Abolizione scorporo     | 66     | 0,08  |
| Totale            | Totale                  | Totale                                | Totale                  | 84.240 |       |

#### Risultati uninominale
|                               | Nicola Crisci ✔️ Eletto | L'Ulivo                  | 39 289 | 46,06 |  |  |  |  |  |
|                               | Maurizio Lupini         | Casa delle Libertà       | 36 540 | 42,84 |  |  |  |  |  |
|                               | Marcello Mellozzi       | Lista Di Pietro          | 3 592  | 4,21  |  |  |  |  |  |
|                               | Paolo Di Cristofaro     | Fronte Sociale Nazionale | 2 332  | 2,73  |  |  |  |  |  |
|                               | Mario Capece            | Democrazia Europea       | 1 783  | 2,09  |  |  |  |  |  |
|                               | Rita Ramacciani         | Lista Emma Bonino        | 1 766  | 2,07  |  |  |  |  |  |
| Totale                        | Totale                  | Totale                   | 85 302 | 100   |  |  |  |  |  |
|                               |                         |                          |        |       |  |  |  |  |  |
| Fonte: Ministero dell'interno |                         |                          |        |       |  |  |  |  |  |